# Hagarism: The Making of the Islamic World
Hagarism: The Making of the Islamic World es un libro de 1977 sobre la historia temprana del islam de las historiadoras Patricia Crone y Michael Cook. Basándose en pruebas arqueológicas y documentos contemporáneos en árabe, armenio, copto, griego, hebreo, arameo, latín y siríaco, Crone y Cook presentan un islam temprano muy distinto del relato tradicional derivado de las crónicas musulmanas.
Según los autores, «hagarenos» era el término con que diversas fuentes casi contemporáneas designaban a un movimiento árabe del siglo VII cuya conquista y posterior califato habrían estado inspirados por el mesianismo judío. Crone y Cook sostienen que una alianza de árabes y judíos buscó recuperar la Tierra Prometida del Imperio bizantino, que el Corán consistiría en ediciones del siglo VIII de varias fuentes judeocristianas y de otro origen próximo-oriental, y que Mahoma habría sido el heraldo de Umar «el redentor», un mesías judío.
Las hipótesis planteadas en Hagarism han sido ampliamente criticadas, y, hacia 2002, los propios autores admitieron que muchas de sus propuestas eran erróneas. No obstante, el libro ha sido considerado una obra seminal en su ámbito de la historiografía islámica. La obra cuestionó supuestos sobre las fuentes tradicionales, propuso nuevas interpretaciones y abrió vías de investigación y debate. Conectó la historia del islam temprano con otros ámbitos, desde la Antigüedad tardía mediterránea hasta teorías de aculturación. Siguiendo trabajos críticos previos de Goldziher, Schacht y Wansbrough, desafió a emplear una metodología más amplia, incluidas técnicas usadas en los estudios bíblicos. Por ello se le atribuye haber provocado un desarrollo importante del campo, aunque pueda verse más como un experimento «contrafactual» que como una monografía de investigación.

## Sinopsis
Cook y Crone postulan que el «hagarismo» comenzó como un «movimiento mesiánico judío» para «restablecer el judaísmo» en la Tierra Santa judía (Palestina); que sus adeptos fueron conocidos primero como muhajirun (emigrantes) y no como musulmanes, y que su hégira fue hacia Jerusalén y no hacia Medina. Los miembros del hagarismo fueron inicialmente judíos y árabes, pero el creciente éxito árabe les impulsó a romper con los judíos hacia la época de ʿAbd al-Málik ibn Marwán a finales del siglo VII. Coquetearon con el cristianismo, adoptando respeto por Jesús como profeta y por María como Virgen, antes de afirmar una identidad monoteísta abrahámica independiente. Esa identidad tomó conceptos clave del samaritanismo: «la idea de una escritura limitada al Pentateuco, un profeta como Moisés (Mahoma), un libro sagrado revelado como la Torá (el Corán), una ciudad sagrada (La Meca) con una montaña cercana (Yabal al-Nur) y un santuario (la Kaaba) de un patriarca apropiado (Abraham), además de un califato modelado según un sacerdocio aarónico.»

### Metodología
Hagarism parte de la premisa de que la historiografía occidental sobre los orígenes del islam debe basarse en datos históricos, arqueológicos y filológicos contemporáneos —como en el estudio del judaísmo y el cristianismo—, en lugar de en las tradiciones islámicas y escritos árabes posteriores. La tradición islámica expresa dogma y ofrece relatos históricamente irreconciliables y anacrónicos del pasado de la comunidad musulmana. Recurriendo a evidencias contemporáneas y haciendo hincapié en fuentes no musulmanas, los autores intentan reconstruir y presentar lo que consideran un relato más históricamente verosímil de los orígenes del islam.

### El términoHagarismo
Según los autores, Hagarenos es un término usado comúnmente por diversas fuentes (griego Magaritai, siríaco Mahgre o Mahgraye) para describir a los conquistadores árabes del siglo VII. La palabra habría sido una autodesignación de la primera comunidad musulmana con doble sentido. Por un lado, es afín a muhājirūn, «emigrantes». Por otro, alude a los ismaelitas: descendientes de Abraham por Agar (la esclava egipcia de Sara, esposa de Abraham) y su hijo Ismael, del mismo modo que los judíos se consideraban descendientes por Sara y Isaac. Mahoma habría reivindicado ese linaje para los árabes a fin de concederles un derecho de nacimiento sobre la Tierra Santa y anteponer una genealogía monoteísta compatible con el judaísmo a sus prácticas ancestrales paganas (como el sacrificio y la circuncisión). Hagarismo remite así a ese movimiento de fe inicial. La designación «musulmanes» e «islam» llegaría después, cuando el deber de la hégira perdió vigencia tras las conquistas. (Plantilla:Page numbers)

### Orígenes
Interpretando fuentes siríacas, armenias y hebreas del siglo VII, los autores proponen la hipótesis de que Mahoma vivía aún durante la conquista de Palestina (unos dos años más de lo que la tradición sostiene; el califato de Abu Bakr sería, por tanto, una invención posterior).
Mahoma habría dirigido a judíos y hagarenos (árabes) unidos en una fe que denominan «judeo-hagarismo», como profeta que anunciaba la llegada de un mesías judío que rescataría la Tierra Prometida de los cristianos bizantinos. Ese redentor habría sido Umar, como sugerirían los orígenes arameos de su epíteto al-Fārūq («el que distingue [entre el bien y el mal]»).
La hégira, idea definitoria y deber religioso de los hagarenos, aludiría así a la emigración desde el norte de Arabia hacia Palestina (y luego, en general, a territorios conquistados), no a una sola salida de La Meca hacia Medina (en particular, «ninguna fuente del siglo VII identifica la era árabe con la de la hégira»).
La Meca habría sido solo un santuario secundario; la reunión inicial de hagarenos y judíos habría tenido lugar en el noroeste de Arabia, al norte de Medina.

### Desarrollo
Tras la conquista de la Tierra Santa, los hagarenos habrían temido que la influencia judía condujera a la conversión y asimilación.
Para romper con el mesianismo judío, reconocieron a Jesús como mesías (aunque negando su crucifixión), lo que también sirvió para suavizar la actitud hacia un número creciente de súbditos cristianos.
Sin embargo, para forjar una identidad propia, no confundible con judaísmo ni cristianismo, las prácticas ancestrales se reinterpretaron como una religión abrahámica monoteísta distinta.
En materia de escritura, el movimiento adoptó una posición afín a la de los samaritanos, entendida como aceptación del Pentateuco y rechazo de los profetas.
Ello minaba la legitimidad de la monarquía davídica —rechazada por los samaritanos— y la sacralidad de Jerusalén.
En su lugar, los samaritanos tenían su ciudad santa en Siquem y un templo en el cercano Monte Guerizim; La Meca y su monte próximo se habrían configurado como paralelos de estos.
Para combinar los elementos abrahámico, cristiano y samaritano, el papel de Mahoma fue recodificado como profeta paralelo a Moisés, portador de una nueva revelación. El Corán habría sido recopilado con celeridad a partir de escritos hagarenos previos, quizá muy editado hasta su forma completa por al-Hajjaj (esto es, en la última década del siglo VII y no a mediados, bajo ʿUthmán (califa entre 644 y 656), como sostiene la tradición; véase Origen según la historiografía académica).
La teoría política del islam temprano derivaría de dos fuentes. Primero, el sumo sacerdocio samaritano, que aúna autoridad política y religiosa y la legitima por conocimiento sagrado y genealogía. Segundo, un resurgir de influencias judías en la Babilonia iraquí, que condujo a la reaparición del mesianismo en forma de Mahdismo, especialmente en el chiismo.
La autoidentificación como hagarenos fue sustituida por la noción samaritana de «islam» (entendido como «sumisión» o «pacto de paz»), y sus adeptos pasaron a ser musulmanes.

### Consolidación en Irak
El paso a una identidad islámica reconocible y segura, con sus préstamos asimilados, se produjo a finales del siglo VII, durante el reinado de ʿAbd al-Málik ibn Marwán (685-705).
No obstante, su evolución continuó.
Con el traslado del poder de Siria a Irak, el islam incorporó la cultura rabínica del Judaísmo babilónico: un derecho religioso practicado por laicos eruditos y basado en tradiciones orales.
En la segunda mitad del siglo VIII, los primeros muʿtazilíes, simultáneamente con el judaísmo caraíta, rechazaron todas las tradiciones orales, lo que condujo a un intento fallido de fundamentar el derecho en la racionalidad griega. En respuesta, los eruditos islámicos siguieron a al-Shāfiʿī al reunir cadenas de transmisión (isnades) para avalar tradiciones caso por caso. Esta solución consolidó la independencia del islam respecto del judaísmo.
La Parte I concluye señalando la situación peculiar de los hagarenos: su propio éxito los alejó de los santuarios de Jerusalén y La Meca hacia Babilonia, como culminó la Revolución abasí (747-750); ʿUmar ya había vivido y no quedaba tierra perdida ni libertad por anhelar. Ello condujo la política religiosa suní hacia el quietismo bajo un Estado des-sacralizado, contrastado solo con la «resignación sufí».

### Contexto más amplio
El resto del libro (Partes II y III) analiza desarrollos posteriores y el marco amplio en que se originó el islam: el Cercano Oriente tardoantiguo, y lo relaciona con temas teóricos de la historia cultural.
Esto contrasta con el enfoque habitual centrado casi exclusivamente en las creencias politeístas autóctonas de Arabia (yahiliyya).

## Recepción
La tesis de Hagarism no goza de amplia aceptación, si bien obtuvo para Crone elogios por su «erudición y análisis lúcido». El trabajo de Crone y Cook se inscribe en la historiografía revisionista surgida entre varios especialistas vinculados a la SOAS de la Universidad de Londres desde la década de 1970. Introdujeron métodos de los estudios bíblicos como nueva forma de analizar la historia del Corán y del islam, por ejemplo, el uso de textos contemporáneos en lenguas diferentes a la del texto sagrado, y la incorporación de pruebas de la arqueología y la lingüística.
Hagarism fue reconocido por plantear preguntas sugerentes y ofrecer un enfoque novedoso en su reconstrucción del islam formativo, pero Josef van Ess lo describió como un experimento. Sostuvo que «tal vez no haga falta refutación, ya que los autores no se esfuerzan por demostrar la hipótesis en detalle ... Donde solo ofrecen una nueva interpretación de hechos conocidos, esto no es decisivo. Pero donde los hechos aceptados se ponen conscientemente cabeza abajo, su enfoque resulta desastroso».
En 2011 Jack Tannous, profesor asociado en Princeton, calificó el libro de «brillantemente provocador». Comentó: 

Excepto para entusiastas de Internet y polemistas motivados religiosamente, nadie hoy —ni siquiera Cook y Crone— cree que la imagen del islam temprano presentada en Hagarism sea precisa. Pero el legado de Hagarism perdura, porque en un volumen delgado Cook y Crone señalaron un problema persistente de manera electrizante. ... Como libro que defiende un argumento específico, Hagarism fracasó en última instancia, pero por el estímulo que supuso para la investigación, la escritura y el debate —y especialmente por desafiar a mirar más allá de las fuentes árabes hacia la rica literatura de Oriente Próximo anterior, coetánea y posterior al surgimiento del islam— fue uno de esos escasos libros que cambian un campo.

Stephen Humphreys, profesor en la Universidad de California en Santa Bárbara, escribió en su reseña analítica de la historiografía del islam temprano: 

No sorprende que la interpretación de Crone-Cook no haya logrado una aceptación general entre los orientalistas occidentales, y menos aún entre los eruditos musulmanes. Sin embargo, su enfoque sí afronta de lleno las disparidades entre la temprana tradición árabe sobre el periodo de las conquistas y los relatos de fuentes cristianas orientales y judías. La retórica de los autores puede ser un obstáculo para muchos lectores, pues su argumentación se despliega con un mareante y continuo aluvión de alusiones, metáforas y analogías. Más de fondo, su uso (o abuso) de fuentes griegas y siríacas ha sido objeto de fuertes críticas. Al final, quizá convenga usar Hagarism más como un ejercicio de «qué pasaría si» que como una monografía de investigación, pero no debería ignorarse.

David Waines, profesor en la Universidad de Lancaster, afirma:

La teoría de Crone-Cook ha sido casi universalmente rechazada. Las pruebas aducidas por los autores son demasiado tentativas y conjeturales (y posiblemente contradictorias) como para concluir que las relaciones árabe-judías fueran tan íntimas como pretenden. ... Con todo, el libro ha planteado preguntas serias y legítimas al subrayar la dificultad de emplear las fuentes musulmanas para reconstruir los orígenes del islam.

El periodista Toby Lester comentó en The Atlantic que Hagarism era una obra controvertida y que, cuando se publicó, «fue atacada de inmediato —por estudiosos musulmanes y no musulmanes por igual— por su gran dependencia de fuentes hostiles». Añadió que «Crone y Cook desde entonces se han retractado de algunas de sus proposiciones más radicales —por ejemplo, que Mahoma vivió dos años más de lo que afirma la tradición musulmana, o que la historicidad de su hégira a Medina es cuestionable».
Según Liaquat Ali Khan, quien dice haber entrevistado a Patricia Crone y Michael Cook, ambos habrían sugerido después que la tesis central del libro era errónea porque las pruebas disponibles no bastaban o no eran internamente consistentes. Crone le habría dicho que el libro era «un ensayo de posgrado» y «una hipótesis», no «una conclusión», aunque no hicieron nada para reconocerlo públicamente. Khan escribe que «Cook y Crone no han hecho ningún esfuerzo manifiesto por repudiar sus hallazgos juveniles. Los autores me admitieron que no lo han hecho ni planean hacerlo».

### Reseñas académicas
John Wansbrough, mentor de los autores, reseñó el libro —en particular su primera parte—. Comienza elogiándolo: «la erudición de los autores es extraordinaria, su industria evidente, su prosa exuberante». Pero añade que «la mayoría, si no todas, [las fuentes] han sido o pueden ser cuestionadas por sospecha de inautenticidad» y que «el material, en ocasiones, se presenta de forma engañosa ... Mis reservas aquí —y en otros pasajes de la primera parte— giran en torno a lo que considero sus supuestos metodológicos: el principal debe de ser que se puede extrapolar libremente un vocabulario de motivos a partir de un conjunto discreto de estereotipos literarios, compuestos por observadores ajenos y en su mayoría hostiles, y utilizarlo para describir —incluso interpretar— no solo el comportamiento manifiesto sino también el desarrollo intelectual y espiritual de los actores, impotentes e inocentes por lo general. Donde incluso el sociólogo teme pisar, no debería permitirse impunemente al historiador».
Robert Bertram Serjeant escribió que Hagarism «no solo es amargamente antiislámico en tono, sino antiárabe. Sus fantasías superficiales son tan ridículas que uno se pregunta si no es una broma».
Eric Manheimer comentó: «La investigación en Hagarism es exhaustiva, pero a juicio de este reseñista las conclusiones carecen de equilibrio. La balanza se inclina con demasiada facilidad hacia el lado hiperc crítico, distrayendo de lo que podría haber sido un excelente estudio de religión comparada».
Oleg Grabar describió Hagarism como un «libro brillante, fascinante, original, arrogante y muy debatible» y escribió que «la fascinación de los autores por las fórmulas lapidarias les conduce a afirmaciones baratas o que requieren acrobacias intelectuales inusuales para comprenderse y que resultan inútiles, cuando no ingeniosas» y que «toda la construcción propuesta carece por completo de verdaderos cimientos históricos», aunque elogió el intento de «relacionar el fenómeno musulmán con teorías amplias de aculturación y cambio histórico». El clasicista Norman O. Brown escribió en Apocalypse and/or Metamorphosis (1991) que Hagarism «ilustra de forma ominosa la política del orientalismo» y, citando la reseña de Grabar, añadió: «La tradición occidental de condescendencia urbana ha degenerado en calumnia agresiva e incluso sin escrúpulos».
Michael G. Morony señaló: «Pese a una bibliografía útil, esto es una pieza leve de Kulturgeschichte llena de generalizaciones, supuestos fáciles y jerga cansina. Más argumento que prueba, adolece de todos los problemas de la historia intelectual, incluida la cosificación y trampas lógicas».
En 2006 Fred Donner reseñó Hagarism como una «llamada de atención»: pese al rechazo inicial, marcó un hito al señalar que los estudiosos debían «considerar un cuerpo de fuentes mucho más variado del que estaban acostumbrados o para el que habían sido formados». Por otra parte, criticó el uso indiscriminado de fuentes no musulmanas y los argumentos «laberínticos», ininteligibles incluso para especialistas.

### Trabajos posteriores
Robert G. Hoyland caracterizó Hagarism como la evolución hacia un enfoque más amplio, interdisciplinario y literario, y señaló que se publicaron estudios adicionales en la serie Studies in Late Antiquity and Early Islam (SLAEI), en la cual aparece su libro. Posteriormente, la «SUNY Series in Near Eastern Studies» también ha publicado obras que continúan una versión modificada de esta línea.